# Remco Ekkers
Remco Ekkers (Bergen, 1 juli 1941 – Zuidhorn, 4 juni 2021) was een Nederlands dichter, essayist en prozaïst.

## Loopbaan
Ekkers groeide op in Den Helder en studeerde Nederlandse taal- en letterkunde in Groningen. Hij doceerde letterkunde aan de Noordelijke Hogeschool en de Rijksuniversiteit Groningen. Vanaf 1999 werkte hij als deeltijdletterkundige.
In 1965 debuteerde Ekkers in het satirische tijdschrift De Nieuw Clercke. Zijn eerste poëziebundel Buurman verscheen in 1979. Er volgden meer dan tien bundels. Naast werk voor volwassenen verschenen tussen 1984 en 2004 negen kinderboeken en -bundels. Daarnaast verschenen prozawerken en vertalingen en bewerkingen. Aan het werk van Remco Ekkers werden twee literaire prijzen toegekend.
Veertig jaar - tot eind 2016 maakte hij deel uit van de redactie van de Gentse Poëziekrant. Ekkers was van 1986 tot 1992 poëziecriticus van De Gids. In de Leeuwarder Courant verzorgde hij tien jaar lang poëzierecensies. In het blad Schrijven verschenen zijn interviews met dichters. Werk van Ekkers werd gepubliceerd in landelijke tijdschriften en lexicons als De Gids, Maatstaf,  Tirade, Bzzlletin, De Revisor en Hollands Maandblad.
Sinds 1987 maakte hij deel uit van diverse jury’s , waaronder de Hendrik de Vriesprijs, en in 2018 voor de tweede keer, nu als voorzitter, van de P.C. Hooft-prijs.
Ekkers verzorgde poëzielessen aan het Frysk Letterkundich Museum en Dokumintaasjesintrum en de Groninger Schrijversvakschool, gaf cursussen, lezingen en voordrachten over letterkunde en mythologie.  Dagelijks verscheen op internet zijn blog met onder andere besprekingen en kritieken en over literatuur, film en poëzie.
Ekkers overleed op 79-jarige leeftijd.

## Werk

### Poëzie
- Buurman 1979
- Heimwee naar een sprookjestekst (bibliofiel, 500 ex.) 1982
- Berlijn - een winterreis (bibliofiel, 200 ex.) 1986
- Glenn Gould (bibliofiel, 175 ex.) 1986
- Een faun bij de grens 1986
- Een soldaat op weg/brieven naar huis 1986
- De vrouw van zwaarden 1989
- Het gras vergeten 1991
- Praten (Helen en Handke) (bibliofiel, 250 ex.) 1991
- Wieringermeer (bibliofiel, 125 ex.) 1991
- Vivaldi (bibliofiel) 1995
- Poëticaal: acht gedichten over het dichten (met anderen) (bibliofiel, 125 ex.) 1997
- Drie gedichten (met André Degen en Rienk Kruiderink) (bibliofiel, 95 ex.) 2001
- Ver gezicht en gedichten: impressies in beeld en taal (met anderen) 2002
- God Konijn (bibliofiel, 50 ex.) 2003
- De Alice voorbij 2005
- Opgewekte & nuttige gedichten 2007
- Pinksterbloemen in september 2010
- Geweld: een havik in de wereld (e-book) 2012
- Volg de rivier in Jiang Nan: acht Chinese gedichten (bibliofiel, 80 ex.) 2012
- Metrohonden en andere vreemde vogels: diergedichten (e-book) 2013
- Voorbij de grens; Arctische gedichten (Hofvijver Poëzieprijs) 2012
- De secretarisvogel schrijft 2019
- Hop over de sofa 2021

### Voor kinderen
- Haringen in sneeuw 1984
- Poes Lap 1985
- Praten met een reiger 1986
- De kip heet Tok 1988
- Van muis tot minaret 1989
- De geur van tijd 1996
- Hoe word je beroemd? 2001
- Doemie en Tiko 2002
- Vreemd lezen 2004

### Proza
- De droeve moeder van Aduard 1992
- De Feeëntrein (Brieven aan Philippine) 2004
- De Vlinderkaravaan (Perzische dichter in exil) (e-book) 2006
- Liefde als levenswet: Henriette Roland Holst in Ventspils (e-book) 2012
- De bronnen van de Donau (e-book) 2014

### Bewerkingen/inleidingen
- Het hoogste woord, bijbel voor kinderen (met anderen) 2003
- Praat niet over verre zeeën: verhalen uit Guinee-Bissau  2003
- De man met de hamer (Edda) 2004
- De man uit Oeroek (Gilgamesj) (e-book) 2007
- Remco Campert, Dit gebeurde overal 1985
- Bernard Divendal, Jan Theun van Rees, Twain 1989
- Emblemata domestica (bibliofiel, 250 ex.) 1993
- De wierde van Wierum (met Jane Leusink) 2010

### Overige bijdragen
- Lexicon van de jeugdliteratuur: over onder anderen Hans Andreus (1982) en Mies Bouhuys (1983)
- Kritisch Lexicon van de Nederlandstalige Literatuur na 1945: over onder anderen M. Vasalis.
- Tzum: kritieken over proza en poëzie

## Literaire prijzen
- Zilveren Griffel 1985 voor Haringen in sneeuw (de eerste keer dat de prijs naar een dichtbundel ging).
- Hofvijver Poëzieprijs voor Voorbij de grens, Arctische gedichten 2012

## Vakjury
Remco Ekkers was lid van de jury voor devolgende prijzen:	
- Herfstschrift-prijsvraag voor poëzie en proza 1987
- P.C. Hooftprijs 1991 en 2018 (voorzitter)
- Fedde Schurerpriis 1996
- Puntkomma-poëzieprijs 1997
- Theo Thijssen-prijs voor kinder- en jeugdliteratuur 2000
- A. Roland Holst-Penning met Stipendium 2000 (voorzitter)
- Hendrik de Vriesprijs 2001
- Belcampo-Stipendium 2004 (voorzitter)
- Charlotte Köhler Stipendium 2004
- Jo Peters Poëzieprijs 2006

## Diversen
- Remco Ekkers organiseerde vanaf 1974 tien jaar lang een poëziefestival in Leek en Zuidhorn: ‘Dolersheem’.
- Remco Ekkers schreef op verzoek van het Nationaal Comité 4 en 5 mei gedichten voor 4 mei 2000

- Remco Ekkers was medeorganisator gedurende vele jaren van het literatuurfestival ‘Herfstschrift’, ‘Winterschrift’, ‘Lenteschrift’, ‘Zomerschrift'
- Remco Ekkers was de initiator van het Groningse project 'Poëzie op sokkels' (2003)
- Een steen met het gedicht: Eerste woord van Remco Ekkers staat aan de Nieuwestad in Leeuwarden, in het kader van 'Poëzie op straat’.
- Een steen met het gedicht ‘Twee paarden’ aan de oever van de Geul.

## Over Remco Ekkers
- Een bijdrage over Remco Ekkers in 'Lexicon van de jeugdliteratuur' door Casper Markesteijn (juni 1991)
- Een bijdrage over Remco Ekkers in 'Kritisch Lexicon van de Nederlandstalige Literatuur na 1945' door Hanneke Klinkert (mei 2002) Zie ook DBNL.